# Il fantastico viaggio di Haley
(Arthur C. Clarke - dal blog di Naoya, autore e regista dell'anime)
Il fantastico viaggio di Haley (魔法使いハーレイのスピードストーリー?, Mahō tsukai Hārei no supīdo sutōrī) è un film animato giapponese prodotto nel 2010 dalla Nippon Animation in collaborazione con la Anime Innovation Tokyo (AIT) . Il film, diretto da Naoya che è anche l'autore della storia originale, era stato inizialmente ed erroneamente annunciato come la 27ª serie anime del progetto World Masterpiece Theater (Sekai Meisaku Gekijo) della Nippon Animation e avrebbe dovuto far parte in realtà di una serie di 26 episodi di cui è stato però realizzato soltanto l'episodio pilota. In Italia il cartone animato è stato trasmesso su Rai 2 l'8 giugno 2012.

## Trama
Il piccolo apprendista mago Haley frequenta una scuola di magia e durante il tempo libero non fa altro che fare gare di velocità sulle scope volanti con i suoi compagni di scuola. È desideroso di scoprire cosa ci sia nel "mondo esterno", il mondo degli umani ed è molto contento quando viene prescelto per fare un mese di apprendistato sulla terra. Il suo insegnante tempo prima aveva vissuto nel modo degli umani come scienziato, e alla vigilia della partenza gli affida un paio di occhiali magici in grado di determinare la velocità massima di qualsiasi oggetto o animale. La storia si sposta quindi in una grande città, dove le automobili sfrecciano più veloci delle scope magiche. Haley ed il suo amico Peter utilizzando gli occhiali magici dovranno scoprire quale sia l'oggetto più veloce del mondo.

## Personaggi
Naoya, autore e regista dell'anime, ha scritto alcune caratteristiche di riferimento, dalle quali sono stati via via sviluppati i personaggi:
Haley (ハーレイ?) (12 anni)
Frequenta la scuola di magia. Apparentemente è un po' discolo, ma conoscendolo bene è coraggioso, curioso, intraprendente ed ha ottimi riflessi.
Rebecca (レベッカ?) (12 anni)
Amica d'infanzia di Haley, è una ragazza intelligente ed allegra.
Peter (ピーター?) (12 anni)
È il rivale di Haley nelle gare di velocità sulla scopa che vengono fatte tra i ragazzi della scuola di magia. Dal momento che non ci sta a perdere, segue Haley nella sua avventura nel mondo degli uomini.
Bob (ボブ?) (12 anni)
Ragazzo goffo e un po' grassottello, è un compagno di classe ed il più grande di Peter.
Dott. Shoemaker (シューメーカー先生?) (48 anni)
Ha un laboratorio all'interno dell'istituto di magia ed è uno degli insegnanti di Haley. Nonostante sia uno stregone, ha molti interessi per la scienza e ama utilizzarla assieme alla magia.

## Osservazioni
(Dal blog di Nanya)
L'anime, presentato inizialmente col nome provvisorio di  Mahō Tsukai Haley: Mahō no Chikara -Power of Magic- (魔法使いハーレイ まほうのチカラ－Power of Magic－?) è stato uno dei quattro finalisti alla Tokyo International Anime Fair del 2010. Il film è stato definito dal produttore esecutivo Hiroaki Takeuchi come "animazione scientifica". La magia e la scienza vengono proposte assieme per coinvolgere i ragazzi in una divertente esperienza di apprendimento.